# Pelagia Mendoza
Pelagia Mendoza (Pateros,  9 de junio de 1867 -  13 de marzo de 1939) fue una artista filipina, conocida por ser la primera mujer escultora en las Filipinas. Junto con su esposo Críspulo Zamora, fueron pioneros del grabado en su país.